# Rewalidacja
Rewalidacja – całokształt podejmowanych i usystematyzowanych działań mających na celu przywrócenie człowiekowi niepełnosprawnemu (również intelektualnie) możliwie pełnej sprawności. Jest to proces edukacyjny, terapeutyczny i wychowawczy z zaplanowanymi celami, uwzględniającymi wiedzę teoretyczną i działanie skierowane na osobę niepełnosprawną.
Usprawnianie zaburzonych funkcji rozwojowych i intelektualnych.
W obecnych czasach rewalidacja w swym zakresie obejmuje szereg oddziaływań natury pedagogicznej i społecznej mających za cel przywrócenie w miarę możliwości jednostce niepełnosprawnej możliwości funkcjonowania w społeczeństwie. Należy tu zróżnicować charakter oddziaływań skierowanych na osoby o niepełnosprawności fizycznej oraz intelektualnej jak i uwzględnić ich wiek. Pewne procesy w strukturach korowych powstają jako składowa ciągu zdarzeń i oddziaływań środowiskowych jak i wychowawczych oraz emocjonalnych. W sytuacji, gdy minie już wiek, w którym te struktury w mózgu powinny się kształtować, ich odtworzenie jest tylko fragmentaryczne mniej lub więcej.
Oto niektóre metody stosowane w rewalidacji dzieci z niepełnosprawnością intelektualną:
- ośrodków pracy Marii Grzegorzewskiej,
- wczesnej integracji sensorycznej Marii Montessori,
- ośrodków zainteresowań Ovide'a Decroly'ego,
- wpływu osobistego,
- rozwijające aktywność własną,
- dydaktyczne,
- relaksacyjne,
- komunikacji wspierającej i wspomagającej,
- czynnościowe,
- inne metody terapeutyczne.

Formy postępowania wychowawczo-terapeutycznego w procesie rewalidacji osób niepełnosprawnych intelektualnie:
- usprawnianie,
- korektura,
- kompensacja,
- indywidualizacja,
- profilaktyka,
- wspieranie i wspomaganie.